# La vera vita di Bettie Page
La vera vita di Bettie Page (Bettie Page Reveals All) è un documentario del 2012 diretto da Mark Mori.
Film biografico su Bettie Page basato su testimonianze dirette della vita della stessa.

## Produzione
Bettie Page nel 2006 rilasciò al regista un'audio-intervista dove raccontava la propria vita.

## Distribuzione
In Italia il film è stato trasmesso in prima visione televisiva su Cielo sabato 6 giugno 2015 alle ore 23:10.